# Barış Manço
Mehmet Barış Manço (scritto anche "Baris Mancho" in alcuni album per il mercato europeo) (Scutari, 2 gennaio 1943 – Kadıköy, 1º febbraio 1999) è stato un cantautore, musicista e produttore televisivo turco.
Ha composto circa 200 canzoni di genere rock, pop e rock progressivo, alcune delle quali scritte o tradotte in molte lingue tra cui l'italiano (La Casa della Mamma Tulipano), l'inglese, il francese, il giapponese, il greco, il bulgaro, il rumeno, il persiano, l'ebraico e l'arabo.
Rimane una delle figure pubbliche più famose della Turchia.

## Biografia

### Inizi
Barış Manço nasce presso la maternità Zeynep Kâmil d’Istanbul tra la notte dell'1 e del 2 gennaio 1943. Barış significa "Pace" in turco.
Frequenta il Liceo Galatasaray fino alla morte del padre avvenuta il 4 maggio 1959, in seguito alla quale si trasferisce al liceo Şişli Terakki. Durante questi anni forma il suo primo gruppo, Kafadarlar ("Gli Amici"). In seguito fonda gli Harmoniler ("Le armonie"), con cui scrive la sua prima canzone Dream Girl.
Terminato il liceo, viaggia in Europa tra Parigi e Liegi, dove forma vari gruppi con musicisti locali, in particolare Les Mistigris. Manço torna in Turchia alla fine degli anni '60 per effettuare il servizio militare. Comincia a collaborare con il gruppo rock psichedelico Kaygisizlar e pubblica un singolo intitolato Bebek ("Bebé"). Il primo grande successo arriva con Ağlama Değmez Hayat ("Non piangere, la vita non ne vale la pena") che vende più di 50'000 copie.

### Anni settanta
Nel 1970 Manço pubblica un 45 giri intitolato Dağlar Dağlar, che vende più di 700 000 copie in cinque mesi e diventa un classico della musica turca.
Nel 1972 forma il gruppo Kurtalan Ekspres, che lo accompagnerà fino alla morte ed a cui parteciperanno diversi importanti artisti turchi. Nel 1975 pubblica un LP, 2023. Alcuni brani sono interpretati nel film Baba Bizi Eversene.
Nel 1976 pubblica un second LP, intitolato Baris Mancho (trascrizione del suo nome), distribuito all'estero, ma che non raccoglie il successo dei aspettato. L'album è rilasciato in Turchia l'anno successivo sotto il nome Nick the Chopper.
Nel 1979 esce un terzo LP, intitolato Yeni Bir Gün, contenente dei brani come Sari çizmeli Mehmet Ağa e Aynalı Kemer İnce Bele, diventati un riferimento per il rock progressivo turco.

### Anni ottanta
Nel 1981, Manço pubblica Sözüm Meclisten Dışarı con i Kurtalan Ekspres, contenente diversi successi tra cui Alla Beni Pulla Beni, Arkadaşım Eşek, Gülpembe, Halhal e Dönence. L'album rimane uno dei lavori più popolari del gruppo.
Arkadaşım Eşek ("Mio Fratello Asino"), diventa un pezzo popolare specialmente tra i bambini, sebbene la conzone non fosse inizialmente mirata a tale pubblico. Durante la sua carriera, Manço pubblica diverse canzoni destinate ai bambini, ottenendo una grande popolarità tra gli anni ottanta e novanta.
La canzone Gülpembe è composta dal bassista del gruppo, Ahmet Güvenç, come un requiem par la nonna di Manço.
Nel 1983 viene rilasciato Estağfurullah, Ne Haddimize, contenente i brani Halil İbrahim Sofrası e Kol Düğmeleri, una nuova versione della prima canzone dell'artista.
Nel 1985 viene pubblicato 24 Ayar Manço, contenente Gibi Gibi e Lahburger. L'album marca anche l'inizio della transizione di Manço verso un suono caratterizzato dall'uso intenso di sintetizzatori. Negli anni successivi, Manço rilascia Değmesin Yağlı Boya (1986), Sahibinden İhtiyaçtan (1988) e Darısı Başınıza (1989).

### 7'den 77'ye e gli anni novanta

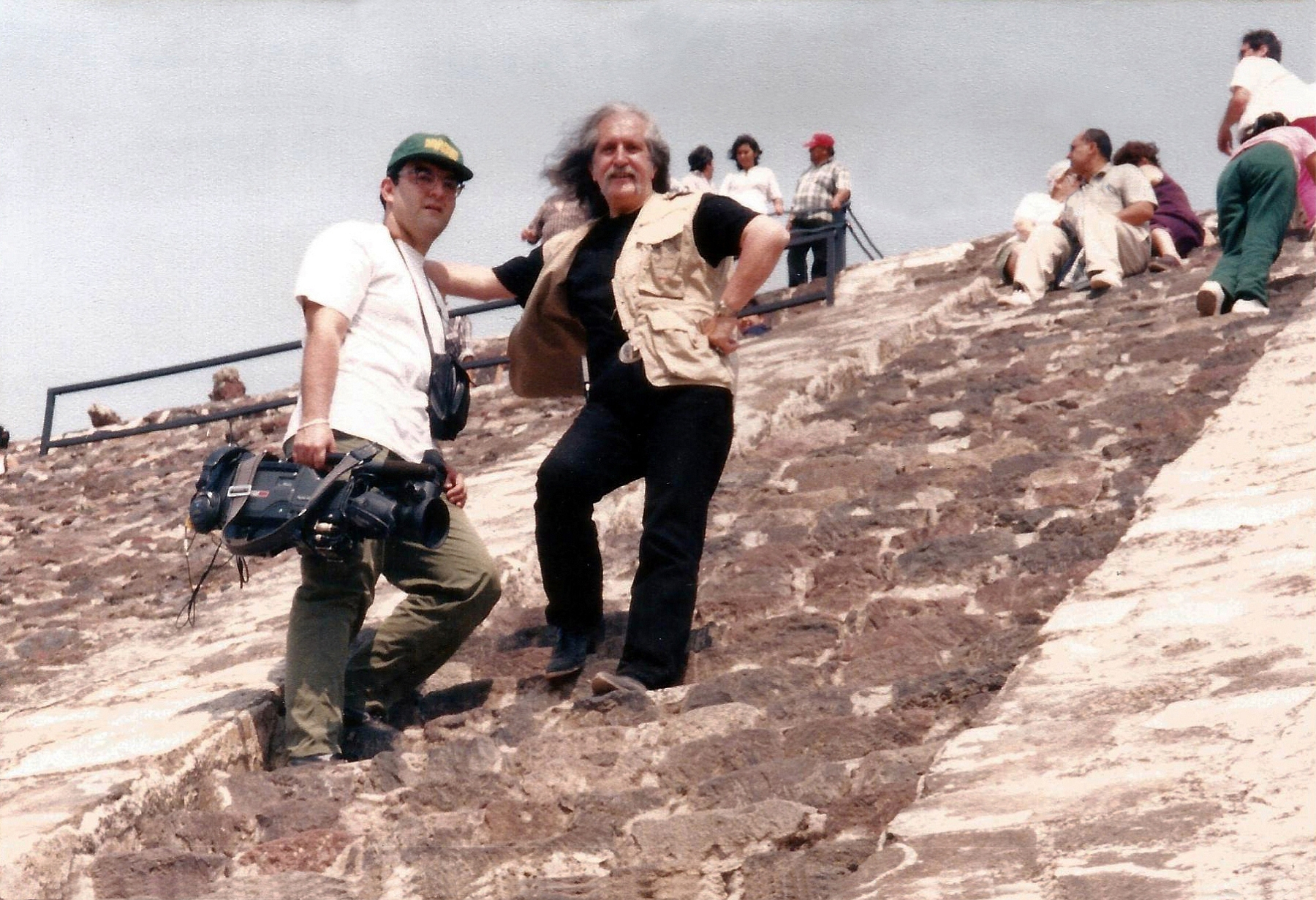
Il cameraman Erkan Umut e Barış Manço a Teotihuacan, Messico nel 1998

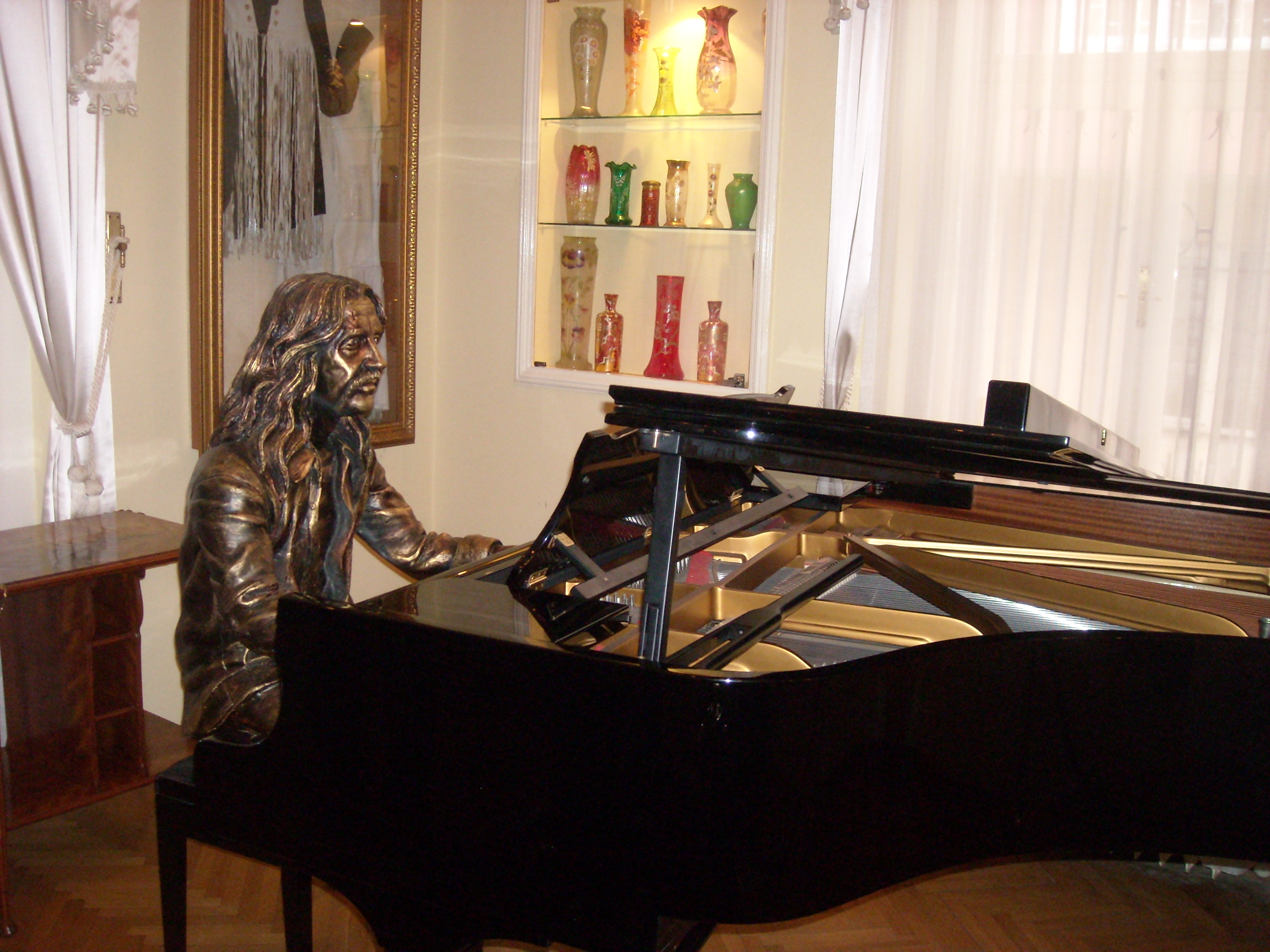
Museo Barış Manço

Nel 1988 comincia lo spettacolo televisivo 7'den 77'ye ("da 7 a 77"), diretto e presentato da Manço sul canale statale turco TRT 1. Lo spettacolo combina musica, talk show, ed un documentario in cui Manço viaggia in circa 150 paesi. Adam Olacak Çocuk, una rubrica dello show, è dedicata ai bambini e rafforza la popolarità dell'artista.
Sebbene la fama televisiva resti importante, i lavori musicali degli anni novanta, tra cui Mega Manço (1992) and Müsadenizle Çocuklar (1995), non riscuotono il successo dei precedenti. Solo la canzone Ayı ("Orso") riscuote successo tra i bambini. Nel 1995 l'artista intraprende un tour in Giappone con il suo gruppo Kurtalan Ekspres, da cui risulta Live In Japan (1996), il suo solo album dal vivo.

### Morte

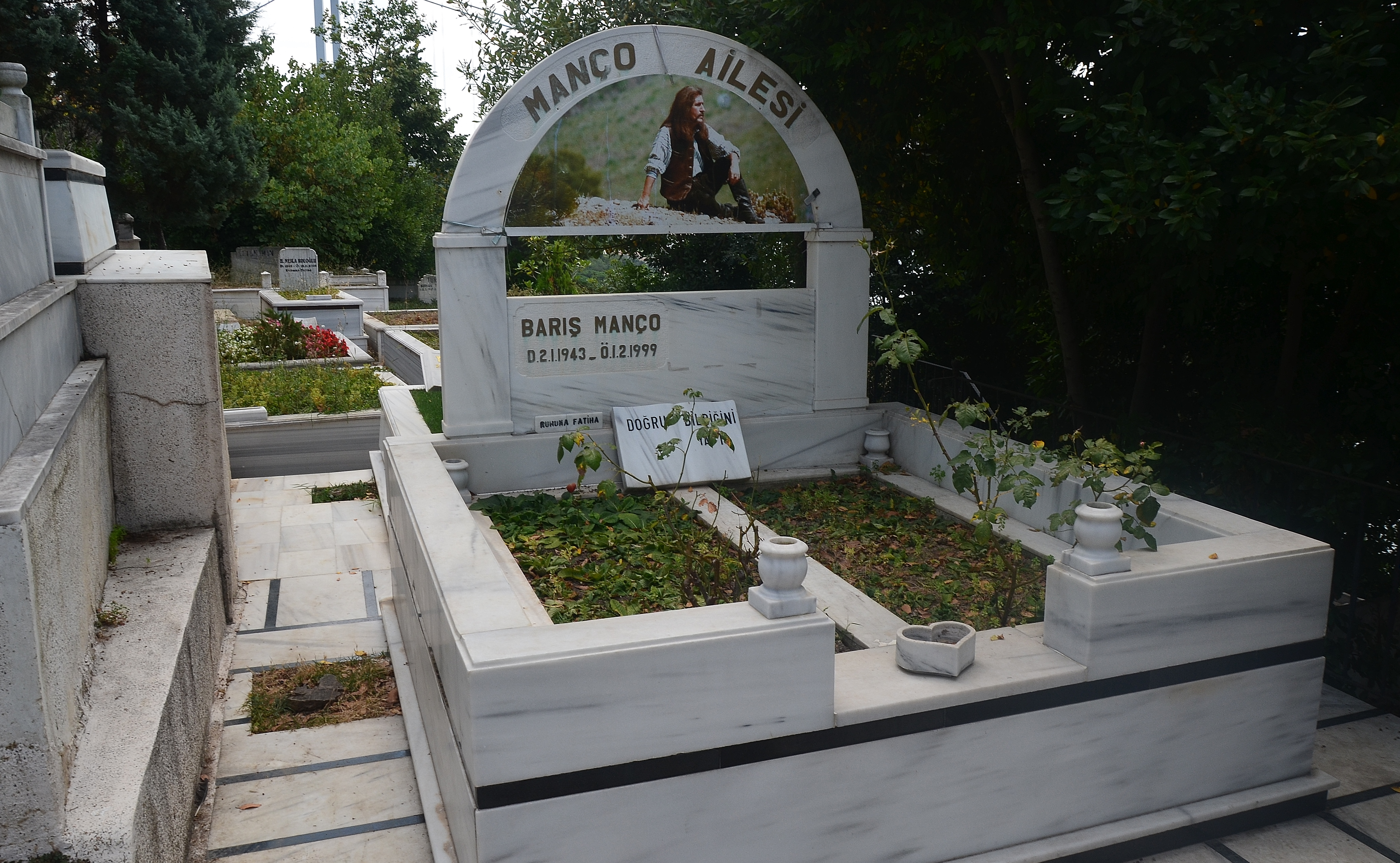
Tomba di Barış Manço nel cimitero di Kanlıca, Istanbul.

Il primo febbraio 1999, Barış Manço muore nella sua casa di Moda (Kadıköy, Istanbul) a causa di un infarto. La morte precede l'uscita di Mançoloji (Mançology or Manchology) (1999), un album doppio contenente vecchi successi e una canzone strumentale incompleta intitolata 40. Yıl ("Il quarantesimo anno"). Manço è sepolto al cimitero di Kanlıca di Istanbul.

## Eredità artistica
Barış Manço è stato uno dei più influenti musicisti turchi. Ha contribuito allo sviluppo della musica rock turca combinando musica tradizionale ed influenze rock.
La sua immagine, caratterizzata da lunghi capelli e baffi vistosi fece breccia in una società altrimenti relativamente conservativa.
Manço fu un pioniere la movimento rock anatolico degli anni settanta, con influenze di rock progressivo. Lo stile sperimentale basato su strumenti elettronici contribuì al suono della musica turca negli anni ottanta e novanta. I suoi testi coprono diverse tematiche, per lo più ispirate ad una visione moderna della tradizione degli '"aşık" (poeti-cantautori erranti).
Nel 2002 fu pubblicato un album tributo intitolato Yüreğimdeki Barış Şarkıları ("Canzoni di Barış (Pace) nel mio Cuore"), a cui parteciparono 15 artisti turchi popolari e rappresentati diversi generi dall'arabesk, al pop e rock (stile sia occidentale che anatolico) dimostrando la grande influenza dell'artista.

Alla morte di Manço, la sua residenza di Moda (Kadıköy, Istanbul) è stata trasformata in un museo a suo nome. Il parco per bambini Barış Manço Çocuk Parkı a Sakarya è dedicato all'artista, così come il battello sul Bosforo Barış Manço Vapuru.

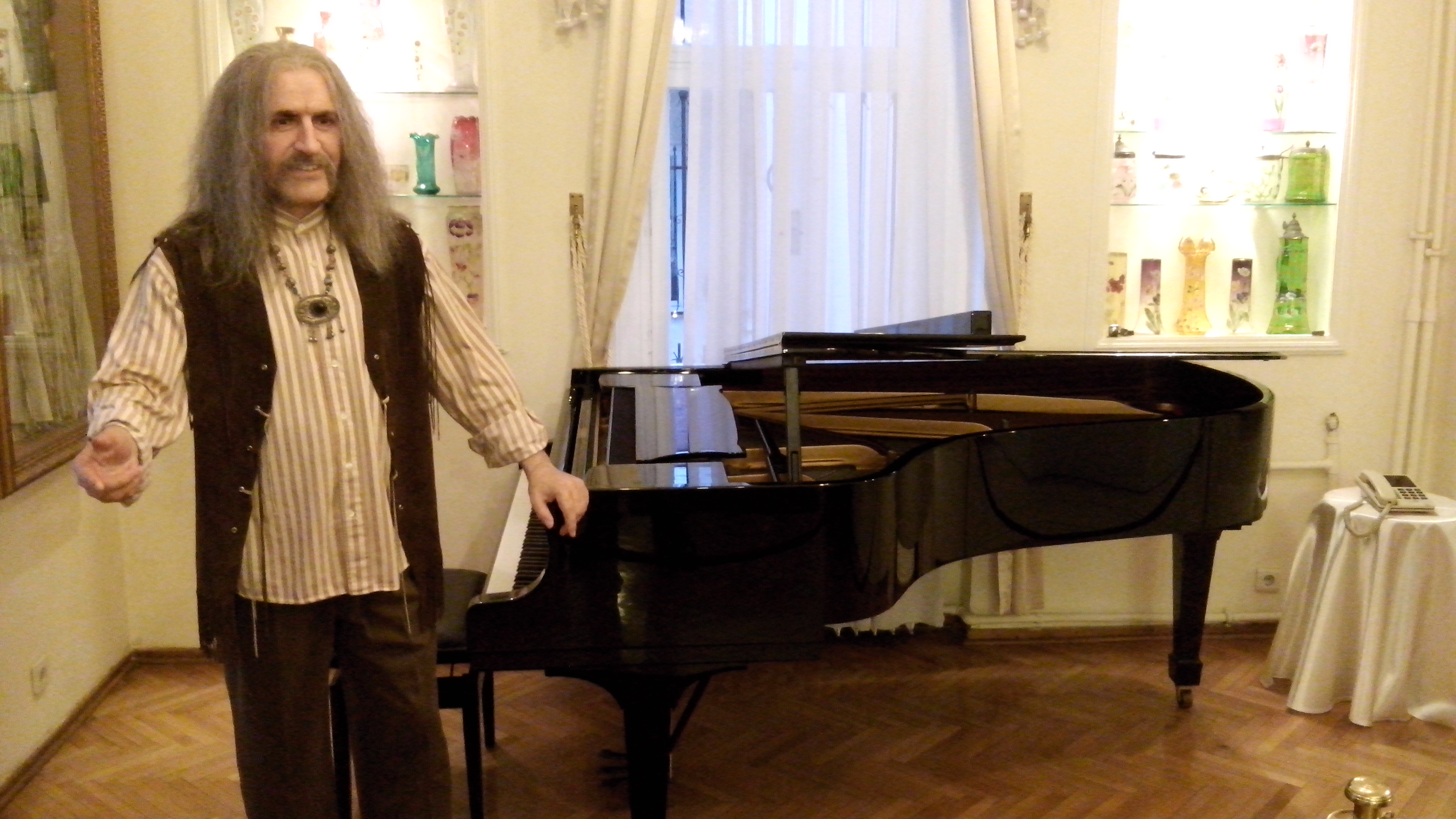
Statua di cera di Barış Manço, museo Barış Manço a Moda (Kadıköy, Istanbul).

## Album
- Dünden Bugüne (1972) (Sayan)
- 2023 (1975) (Yavuz Plak)
- Sakla Samanı Gelir Zamanı (1976) (Yavuz)
- Baris Mancho, uscito con il nome Nick The Chopper in Turchia (1976) (CBS Disques/Grammofoonplaten S.A.B.V., CBS 81784, Yavuz LP)
- Yeni Bir Gün (1979) (Yavuz ve Burç Plakçılık)
- 20 Sanat Yılı Disco Manço (1980) (Türküola)
- Sözüm Meclisten Dışarı (1981) (Türküola)
- Estağfurullah... Ne Haddimize! (1983) (Türküola)
- 24 Ayar Manço (1985) (Emre Plakçılık)
- Değmesin Yağlı Boya (1986) (Emre Plakçılık)
- 30 Sanat Yılı Fulaksesuar Manço - Sahibinden İhtiyaçtan (1988) (Emre Plakçılık)
- Darısı Başınıza (1989) (Yavuz ve Burç Plakçılık)
- Mega Manço (1992) (Emre Plak)
- Müsaadenizle Çocuklar (1995) (Emre Plak)
- Barış Manço Live In Japan (1996) (Emre Plak)
- Mançoloji (1999) (Emre Plak)